# Citroën Saxo
Citroen Saxo — міський автомобіль компанії Citroën, що випускався з червня 1996 по жовтень 2003 року. Він був наступником AX і побудований на основі Peugeot 106.
Saxo представлений в кузові хетчбек з трьома або п'ятьма дверима. Існували різні рівні оснащення від Basis до VTS. На додаток до різних бензинових двигунів 33-87 кВт (45-118 к.с.) був запропонований і 1,5-літровий дизельний двигун з 40-42 кВт (54-57 к.с.).
У вересні 1999 року Saxo зазнав реконструкцію. Ось передні фари і задні ліхтарі і переглянуті згідно з останніми дизайном бренду.
Як і в багатьох моделях Citroën Saxo замінювали в два етапи. Спочатку навесні 2002 року з'явився п'ятидверний Citroën C3 як заміна для Saxo. Тим не менш, Saxo майже два роки після виходу C3 продовжував продаватися, як автомобіль недорогого початкового рівня. Восени 2003 року представлений Citroën C2, який використовував укорочену платформу C3 і доступний виключно в трьохдверній версії, та замінив Saxo.
Всього виготовлено 1 653 514 автомобілів.

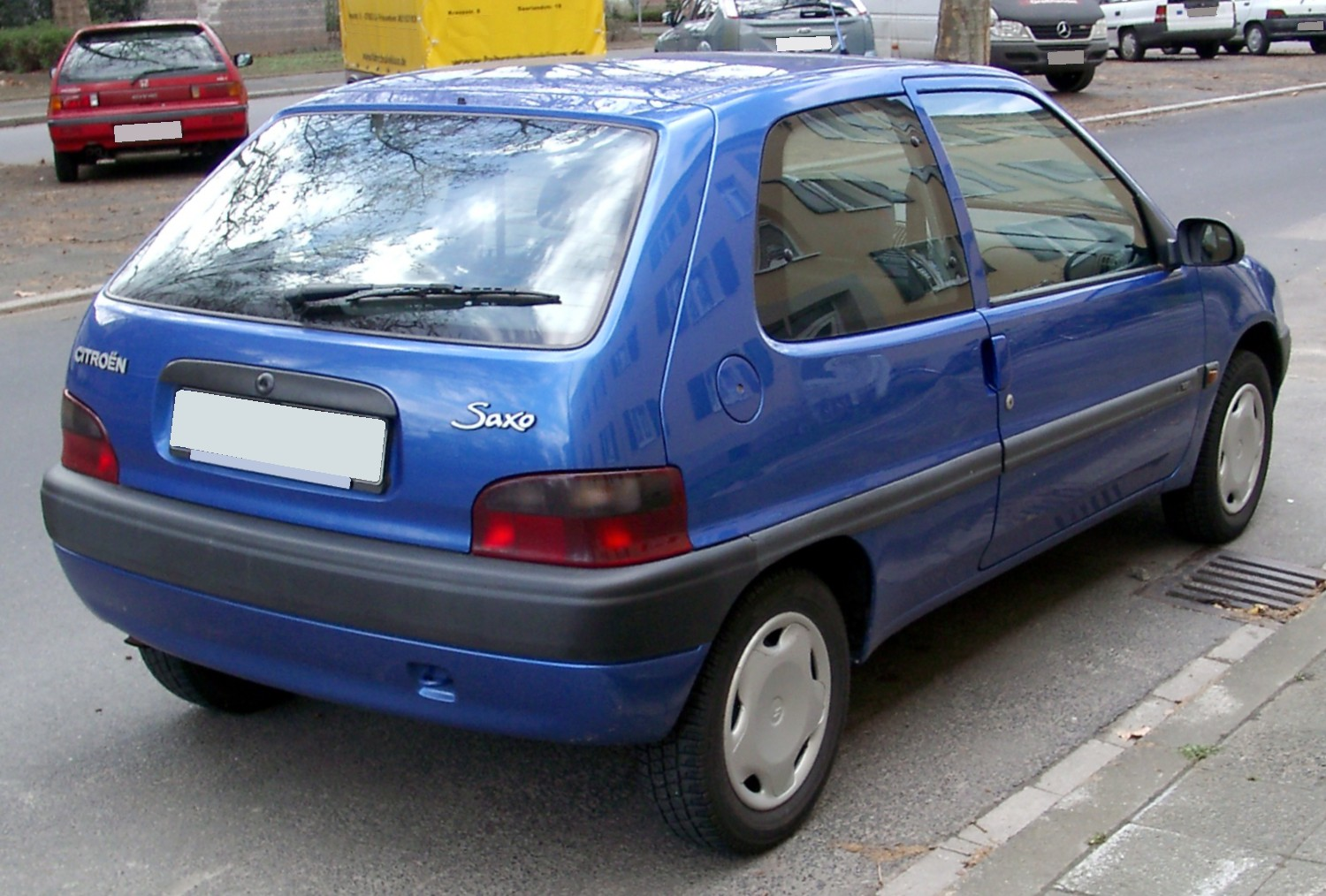
Citroën Saxo 3дв. (1996–1999)
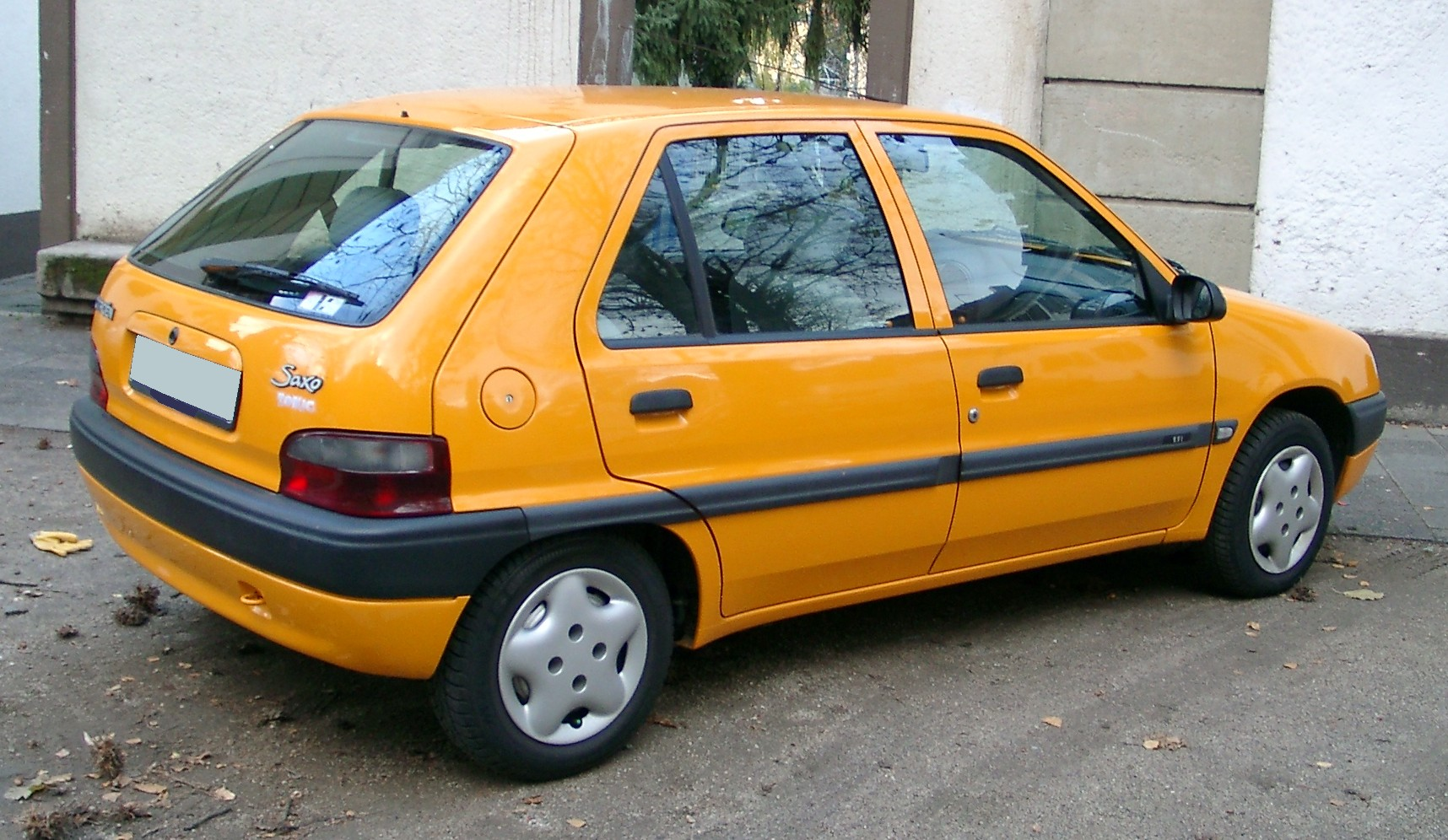
Citroën Saxo 5дв. (1996–1999)
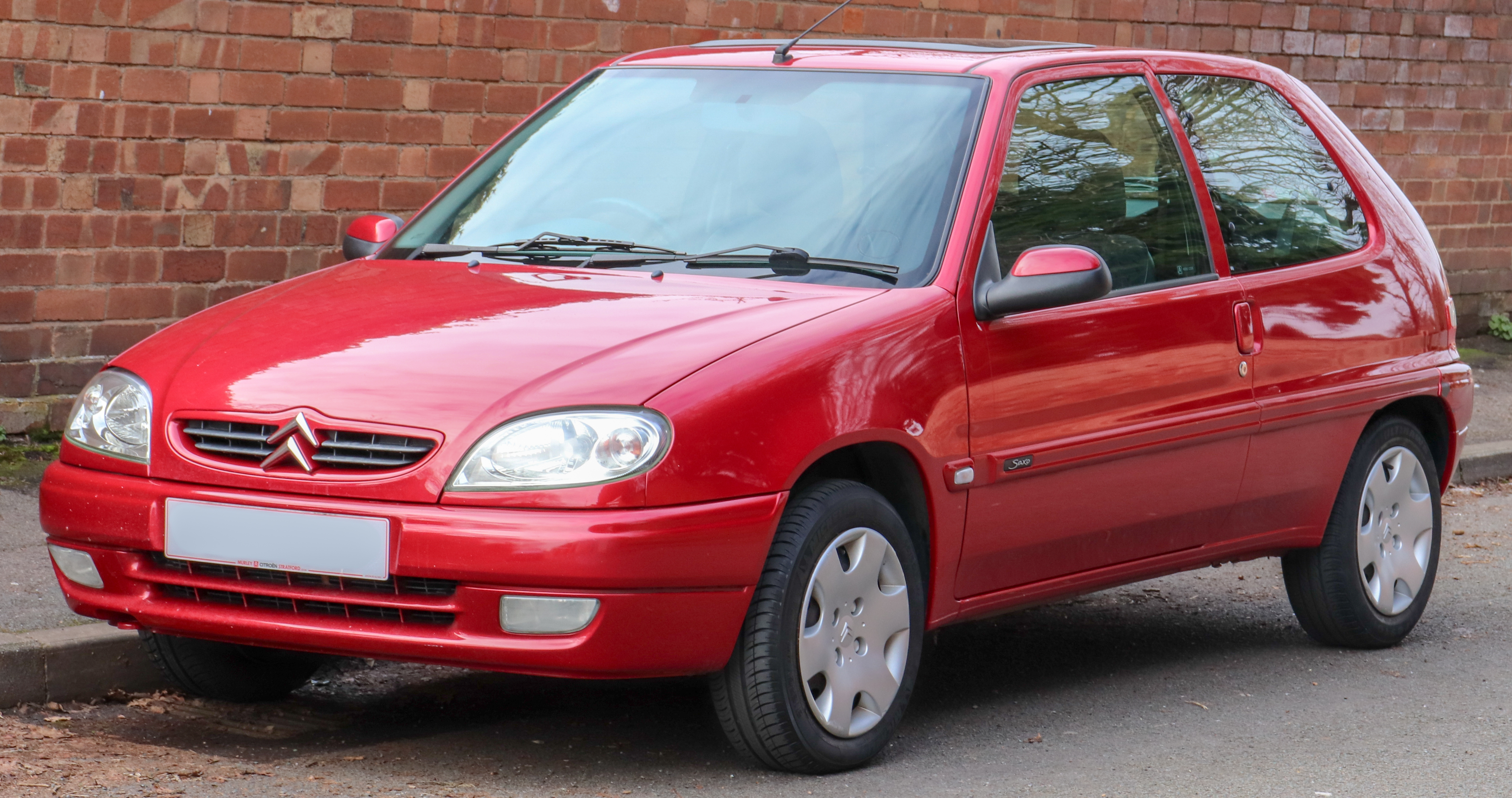
Citroën Saxo 3дв. (1999–2003)
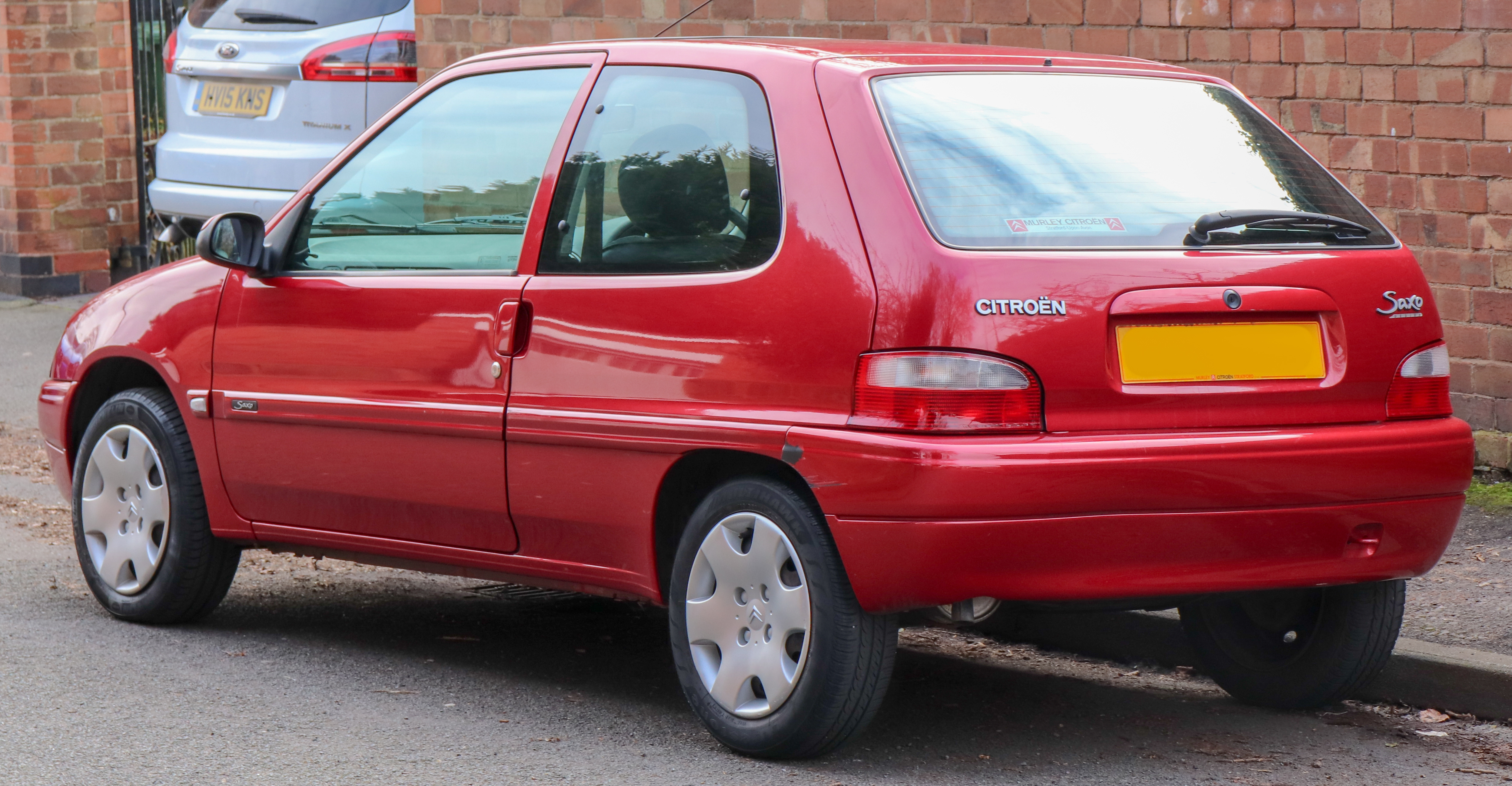
Citroën Saxo 3дв. (1999–2003)
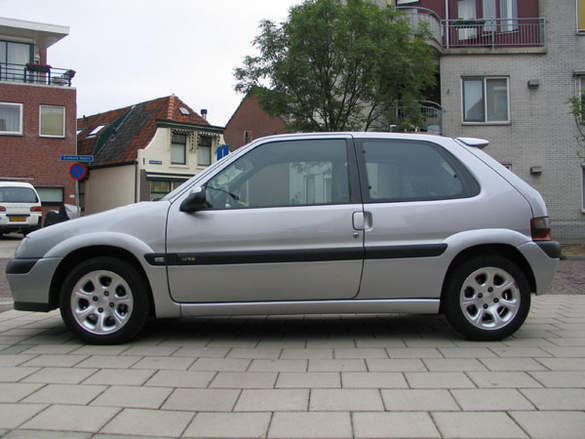
Citroën Saxo VTS
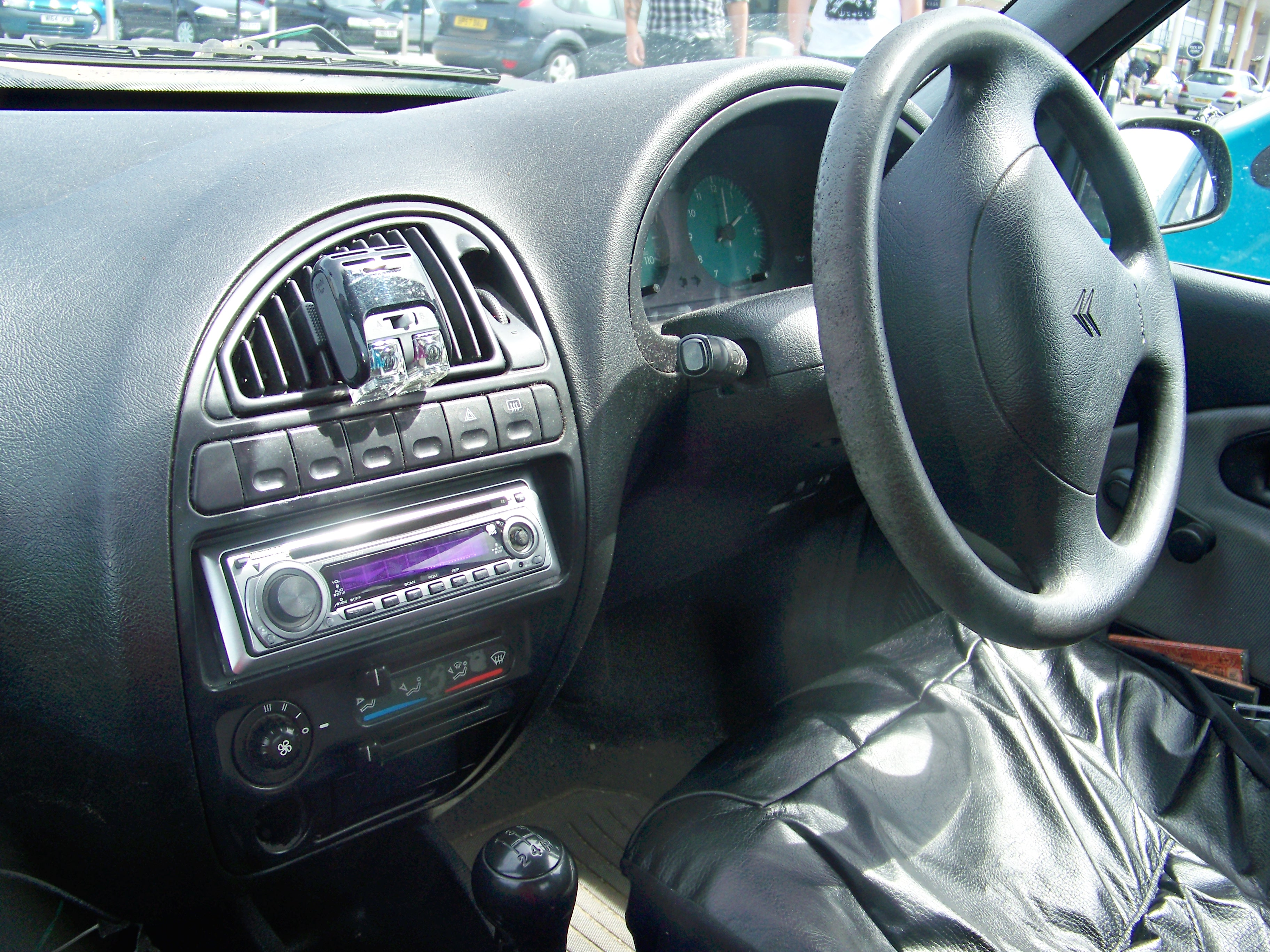

## Двигуни
| Модель    | Об'єм     | Циліндр   | Потужність         | Роки випуску | Примітки                       |
| Бензинові | Бензинові | Бензинові | Бензинові          | Бензинові    | Бензинові                      |
| --------- | --------- | --------- | ------------------ | ------------ | ------------------------------ |
| 1.0i      | 954 см³   | 4         | 33 кВт (45 к.с.)   | 1996–1999    |                                |
| 1.0i      | 954 см³   | 4         | 37 кВт (50 к.с.)   | 1999–2001    |                                |
| 1.1i      | 1124 см³  | 4         | 40 кВт (54 к.с.)   | 1996–1998    |                                |
| 1.1i      | 1124 см³  | 4         | 44 кВт (60 к.с.)   | 1998–2003    |                                |
| 1.4i      | 1360 см³  | 4         | 55 кВт (75 к.с.)   | 1996–2003    | також доступні з АКПП і як VTS |
| 1.6i      | 1587 см³  | 4         | 65 кВт (88 к.с.)   | 1996–1998    | VTR, також з АКПП              |
| 1.6i      | 1587 см³  | 4         | 72 кВт (98 к.с.)   | 2001–2003    | тільки трьохдверний VTS        |
| 1.6i 16V  | 1587 см³  | 4         | 87 кВт (118 к.с.)  | 1996–2003    | тільки трьохдверний VTS        |
| 1.6i 16V  | 1587 см³  | 4         | 103 кВт (140 к.с.) | 1996–2003    | тільки як Saxo CUP             |
| Дизельні  |           |           |                    |              |                                |
| 1.5 D     | 1527 см³  | 4         | 40 кВт (54 к.с.)   | 1996–2001    |                                |
| 1.5 D     | 1527 см³  | 4         | 42 кВт (57 к.с.)   | 2001–2003    |                                |